# Trois Hommes dans la neige
Trois Hommes dans la neige (Drei Männer im Schnee) est un roman allemand d'Erich Kästner, publié en 1934. En France, il paraît pour la première fois en 1937.

## Résumé
Un trio disparate débarque dans un palace des Alpes bavaroises...
Dans ce roman, l'auteur tourne en ridicule le snobisme et les préjugés.

## Adaptations

### Au cinéma
Il fait l'objet de plusieurs adaptations :
- 1935 : Un oiseau rare, film français de Richard Pottier, adaptation de Jacques Prévert ;
- 1936 : Stackars miljonärer, film suédois de Tancred Ibsen et Ragnar Arvedson ;
- 1936 : Tři muži ve sněhu, film tchécoslovaque de Vladimír Slavínský (cs) ;
- 1938 : Trois Hommes dans la neige (Paradise for Three), film américain d'Edward Buzzell
- 1955 : Trois Hommes dans la neige (Drei Männer im Schnee), film autrichien de Kurt Hoffmann, adapté par Erich Kästner lui-même ;
- 1974 : Drei Männer im Schnee, film allemand d'Alfred Vohrer.

### À la radio
Drei Männer im Schnee a été adapté deux fois en dramatique radiophonique.